# Pièce de 100 francs 8 mai 1945
Pour les articles homonymes, voir 100 francs.
La pièce de 100 francs français 8 mai 1945 est une pièce commémorative française émise en 1995.

## Frappes
| Millésime    | Tirage    | Remarques |
| ------------ | --------- | --------- |
| 1995 (essai) | 1 850     |           |
| 1995         | 1 990 411 |           |